# Castillo de Casarrubios del Monte
El castillo de Casarrubios del Monte es una fortificación del municipio español de Casarrubios del Monte, hoy día en ruinas.

## Descripción
El castillo se encuentra en el interior del casco urbano de la localidad toledana de Casarrubios del Monte, en Castilla-La Mancha. Ha sido adscrito a un estilo mudéjar y su construcción —en la que habría intervenido el alarife Alí Caro— se data en el siglo XV.
Las ruinas habrían quedado protegidas de forma genérica el 22 de abril de 1949, mediante un decreto publicado el 5 de mayo de ese mismo año en el Boletín Oficial del Estado con la rúbrica del dictador Francisco Franco y del ministro de Educación Nacional José Ibáñez Martín, que sostenía que «Todos los castillos de España, cualquiera que sea su estado de ruina, quedan bajo la protección del Estado». En la actualidad contarían con el estatus de Bien de Interés Cultural.